# Rivula signata
Rivula signata är en fjärilsart som beskrevs av Barend J. Lempke 1949. Rivula signata ingår i släktet Rivula och familjen nattflyn. Inga underarter finns listade.